# Джапаридзе, Тедо Зурабович
Джапаридзе, Тедо Зурабович (груз. თედო ზურაბის ძე ჯაფარიძე, род. 1946) — грузинский политик, министр иностранных дел Грузии (2003—2004).

## Биография
В 1971 году окончил факультет западноевропейских языков и литературы Тбилисского государственного университета, до 1974 года работал в лаборатории устной речи Тбилисского государственного университета.
В 1974—1977 годах учился в аспирантуре при Институте США и Канады Академии наук СССР, затем работал там же (1977—1989). Кандидат исторических наук (1978).
С 1990 года — начальник Службы политического анализа и прогнозирования Министерства иностранных дел Грузии. Первый заместитель министра иностранных дел в 1991 году. В 1992 г. — помощник главы государства Грузии по вопросам национальной безопасности. В 1994—2002 Чрезвычайный и Полномочный Посол Грузии в США, Канаде и Мексике. В 2002 году назначен секретарём Совета национальной безопасности Грузии.
С 30 ноября 2003 по 20 марта 2004 года — министр иностранных дел Грузии.
После ухода с поста, с ноября 2004 по апрель 2005 года, он был Генеральным секретарём Организации черноморского экономического сотрудничества (ОЧЭС) и президентом Института США-Кавказ в Тбилиси. В 2006 году вёл научную работу в области государственной политики в Международном научном центре имени Вудро Вильсона.
В 2011 году Джапаридзе был уволен с государственной дипломатической службы. После увольнения присоединился к оппозиционной партии «Грузинская мечта», основанной грузинским магнатом Бидзиной Иванишвили. Был избран в Парламент Грузии по партийному списку на парламентских выборах 1 октября 2012 г., возглавил парламентский комитет по иностранным делам (с 21 октября 2012 года).

## Высказывания
«Самой России гораздо выгоднее иметь в Грузии банки, нежели танки.»